# Leptotarsus subtener
Leptotarsus subtener är en tvåvingeart som först beskrevs av Alexander 1922.  Leptotarsus subtener ingår i släktet Leptotarsus och familjen storharkrankar. Inga underarter finns listade i Catalogue of Life.